# Алланссон, Йоэль
Йоэль Эмиль Мартин Алланссон (швед. Joel Emil Martin Allansson; 3 ноября 1992, Швеция) — шведский футболист, полузащитник клуба «Хальмстад» и сборной Швеции.

## Клубная карьера
Алланссон начал профессиональную карьеру в клубе Второго дивизиона Швеции «Нюбру». В 2009 году Йоэль перешёл в «Гётеборг». 25 мая 2011 года в матче против «Треллеборга» он дебютировал в Аллсвенскан лиге. 2 мая 2012 года в поединке против «Сундсвалля» Алланссон забил свой первый гол за «Гётеборг». В том же году он помог клубу завоевать Кубок Швеции.
В начале 2015 года Карлссон перешёл в датский «Раннерс». 1 марта в матче против «Силькеборга» он дебютировал в датской Суперлиге. 20 мая в поединке против «Оденсе» Йоэль забил свой первый гол за «Раннерс».

## Международная карьера
8 января 2017 года в товарищеском матче против сборной Кот-д’Ивуара Алланссон дебютировал за сборную Швеции.

## Достижения
Командные
«Гётеборг»
- Обладатель Кубка Швеции — 2012/13